# 物种分布

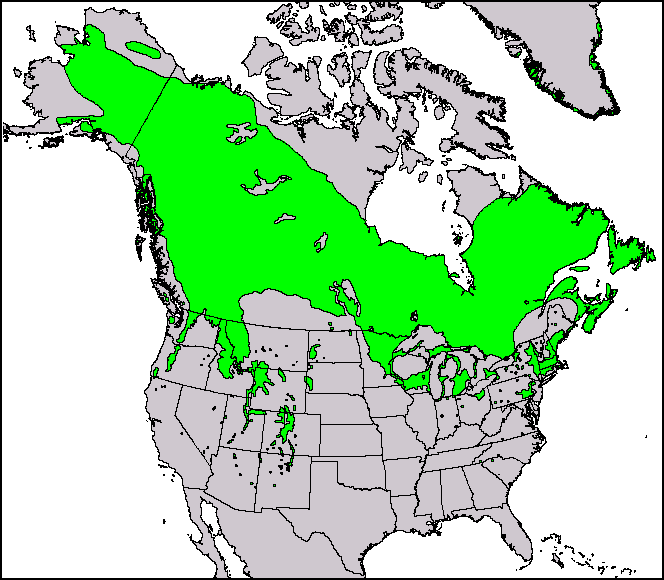
刺柏在北美洲的分布

物种分布（species distribution）或物种离散（species dispersion）是指生物分類單元在空间上的组织形式。一个分类单元分布的地理界限就是它的范围（range）。
物种分布的格局因观察尺度而异：可以是一个单种生物小群落的个体分布，也可以是种群内的格局，甚至整个物种的分布。

## 范围
生物学中，物种的分布范围（range）是该物种出现的地理区域。在该范围内，分布（distribution）是物种种群的一般结构，而分散（dispersion）是其种群密度的变化。
- 有时对物种历史上起源、生活的（自然、地方、本土或原生范围），以及最近分布的范围进行区分。有许多术语特指较新的分布范围，例如非本土、归化、引入、移植、入侵或定殖范围。[4]引入通常指物种被人类（有意或无意地）携带跨越地理障碍。[5]
- 对于在一年中不同时间（特别是季节）在不同地区分布的物种，通常使用夏季范围和冬季范围等术语。
- 对于仅将部分范围用于繁殖活动的物种，称繁殖范围和非繁殖范围。
- 对于移动的动物，正常活动范围通常称自然范围，与其作为游移动物（例如迷鸟）出现的区域相对。
- “范围”前常加上地理或时间限定，例如“英国分布范围”或“1950年前分布范围”。典型的地理范围有纬度范围和海拔范围。

一个分类单元的物种出现在两个或多个地理上相当远离的区域时，即为隔離分佈。

## 影响物种分布的因素
物种分布格局可能因季节、人类分布、资源以等非生物和生物因素而改变。

### 非生物
非生物因素主要分为三类：
1. 气候因素，包括阳光、大气、湿度、温度和盐度；
2. 土壤因素，与土壤有关的非生物因素，如土壤的粗糙度、当地的地质条件、土壤酸碱度和透气性；
3. 社会因素，包括土地使用和水的供应。

较干燥的地区可看到非生物因素对物种分布影响的典例：一个物种的多数个体会聚集在水源周围，群聚分布。
北冰洋多样性（Arctic Ocean Diversity，ARCOD）项目的研究人员记录了挪威斯瓦尔巴群岛周围海域的暖水甲壳类动物数量不断增加。ARCOD是海洋生物普查的一部分，是一个为期10年的大型项目，有80多个国家的研究人员参与，旨在摸清海洋生物的多样性、分布和丰富度。海洋生物大多受全球变暖的效应影响越来越大。该研究表明，随着海洋温度的升高，物种开始迁入严寒的北极水域。连雪蟹的分布范围都向北扩张了500千米。

### 生物
生物因素，如捕食、疾病以及对食物、水和配偶等资源的种间和种内竞争，也会影响物种的分布方式。例如，鹌鹑环境中的生物因素包括其猎物（昆虫和种子）、其他鹌鹑的竞争，以及其捕食者，如土狼。群体、群落或其他聚集分布使种群能够更早发现更远的捕食者，并建立有效防御。另一方面，由于资源有限，种群可能会均匀分布以尽量减少竞争，例如森林中，由于要竞争阳光，树木的分布相对均匀。
由于全球化趋势和运输业的扩张，人类是导致物种分布扩张最主要的因素之一。例如，大型油轮常在一个港口装满压载水，然后在另一个港口倒空，使水生物种分布范围扩大。